# Conyza urticifolia
Conyza urticifolia là một loài thực vật có hoa trong họ Cúc. Loài này được (Baker) Humbert mô tả khoa học đầu tiên năm 1923.